# Hawley, Texas
Hawley là một thành phố thuộc quận Jones, tiểu bang Texas, Hoa Kỳ. Năm 2010, dân số của xã này là 634 người.